# 封錫祿
封錫祿（?—?），字義侯，嘉定（今上海）人。刻竹圓雕高手。
嘉定竹刻世家，以刻竹聞名，好作梵僧佛像、仙翁天女，無人能出其右。金元钰《竹人录》稱其“性落拓不羁，天资敏妙，奇巧绝伦。”康熙四十二年（1703年）被召入宮。封錫爵、封錫祿、封錫璋兄弟三人曾合刻《貴妃醉酒》竹筆筒，號稱“三鼎足”。北京故宮博物院藏有封錫爵竹雕晚菘形筆筒，上海博物馆收藏有封锡禄《竹雕罗汉像》。